# Seiryū

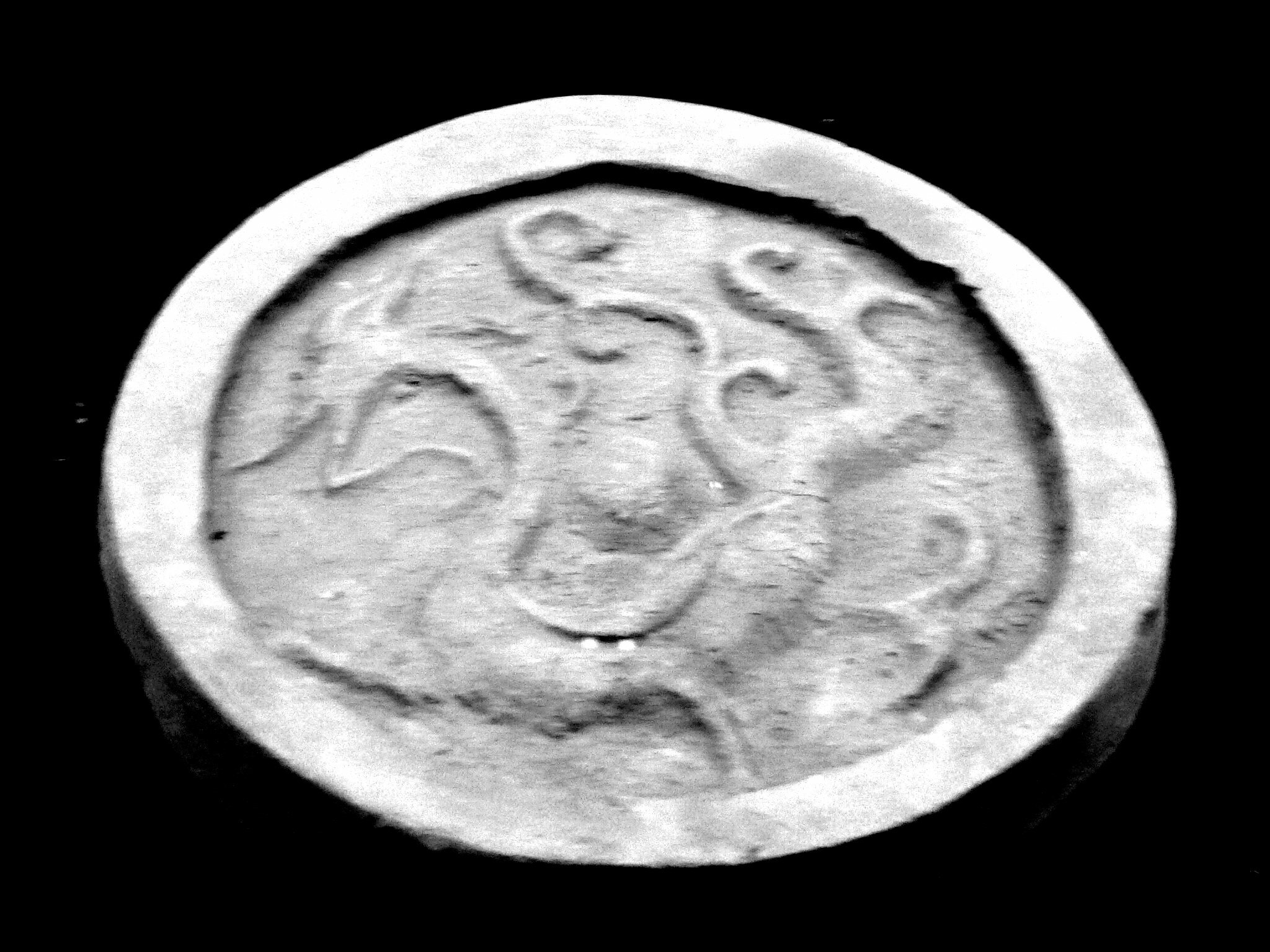
Seiryū (Qīng Lóng) representado en una azulejo.

Seiryū es el nombre japonés que se le da a un dragón de color azul verde, en la mitología japonesa, que forma parte de los cuatro monstruos divinos. Es representante de uno de los puntos cardinales, el este. Simboliza, también el elemento agua y representa la primavera. En la mitología japonesa, es uno de los protectores de la ciudad de Kioto.
El Dragón Azul ( chino :青龍 Qīnglóng), también conocido como Qinglong en chino, es uno de los Dioses Dragón que representan la montura o las fuerzas ctónicas de las Deidades Superiores de las Cinco Regiones (五方上帝 Wǔfāng Shàngdì). También es uno de los Cuatro Símbolos de las constelaciones chinas , que son las representaciones astrales del Wufang Shangdi. El Dragón Azul representa el este y la primavera. A veces también se le conoce como el Dragón Azul-Verde, Dragón Verde o Dragón Azul (蒼龍Cānglóng).
El Dragón se menciona con frecuencia en los medios, el feng shui , otras culturas y en varios lugares como el Dragón Verde y el Dragón de Avalon. El epíteto de su dirección cardinal es "Bluegreen Dragon of the East"
Este dragón también se conoce como Seiryū en japonés, Cheongryong en coreano y Thanh Long en vietnamita.

## Origen
Su origen proviene de uno de los cuatro símbolos de las constelaciones chinas. Los chinos llaman 青龍 (pinyin: Qīng Lóng ) a Seiryū, el dragón azur o dragón azur del este. No se le debe confundir con el dragón amarillo o Huang Long, en japonés Kouryu, que está asociado al emperador de China.

## Historia
En Japón, el dragón azul es uno de los cuatro espíritus guardianes de las ciudades y se dice que protege la ciudad de Kioto sobre el este. El oeste es protegido por Byakko, el norte por Genbu y el sur por Suzaku.
En Kioto hay templos dedicados a cada uno de los espíritus guardianes. El templo de Kiyomizu representa al dragón azul. Antes de entrar al templo hay una estatua del dragón, la cual se dice que hay que beber a medianoche desde la fuente que hay dentro del complejo del templo. Luego se reúnen en ceremonia para adorar al dragón del este.
En 1983, la tumba de Kitora fue hallada en la aldea de Asuka. Los cuatro guardianes fueron pintados en las paredes en sus correspondientes direcciones junto a un sistema de constelaciones en el techo. Este es uno de los únicos grabados de los cuatro guardianes.
Además de representar al este, los chinos lo relacionan con la estación de la primavera.

## Las siete Mansiones del Dragón Azure
En la mitología china, y tal como sucede con los otros tres Símbolos, existen siete "Mansiones" astrológicas (posiciones de la Luna) en el Dragón Azure o Seiryū. Los nombres y sus estrellas distintivas son:
| Mansión no. | Nombre (pinyin) | Traducción         | Estrella distintiva |
| ----------- | --------------- | ------------------ | ------------------- |
| 1           | 角 (Jiăo)       | Cuerno             | Spica               |
| 2           | 亢 (Kàng)       | Cuello             | κ Vir               |
| 3           | 氐 (Dĭ)         | Raíz               | α Lib               |
| 4           | 房 (Fáng)       | Habitación         | π Sco               |
| 5           | 心 (Xīn)        | Corazón            | Antares             |
| 6           | 尾 (Wěi)        | Cola               | μ Sco               |
| 7           | 箕 (Jī)         | Canasta de aventar | γ Sgr               |

## Representaciones culturales

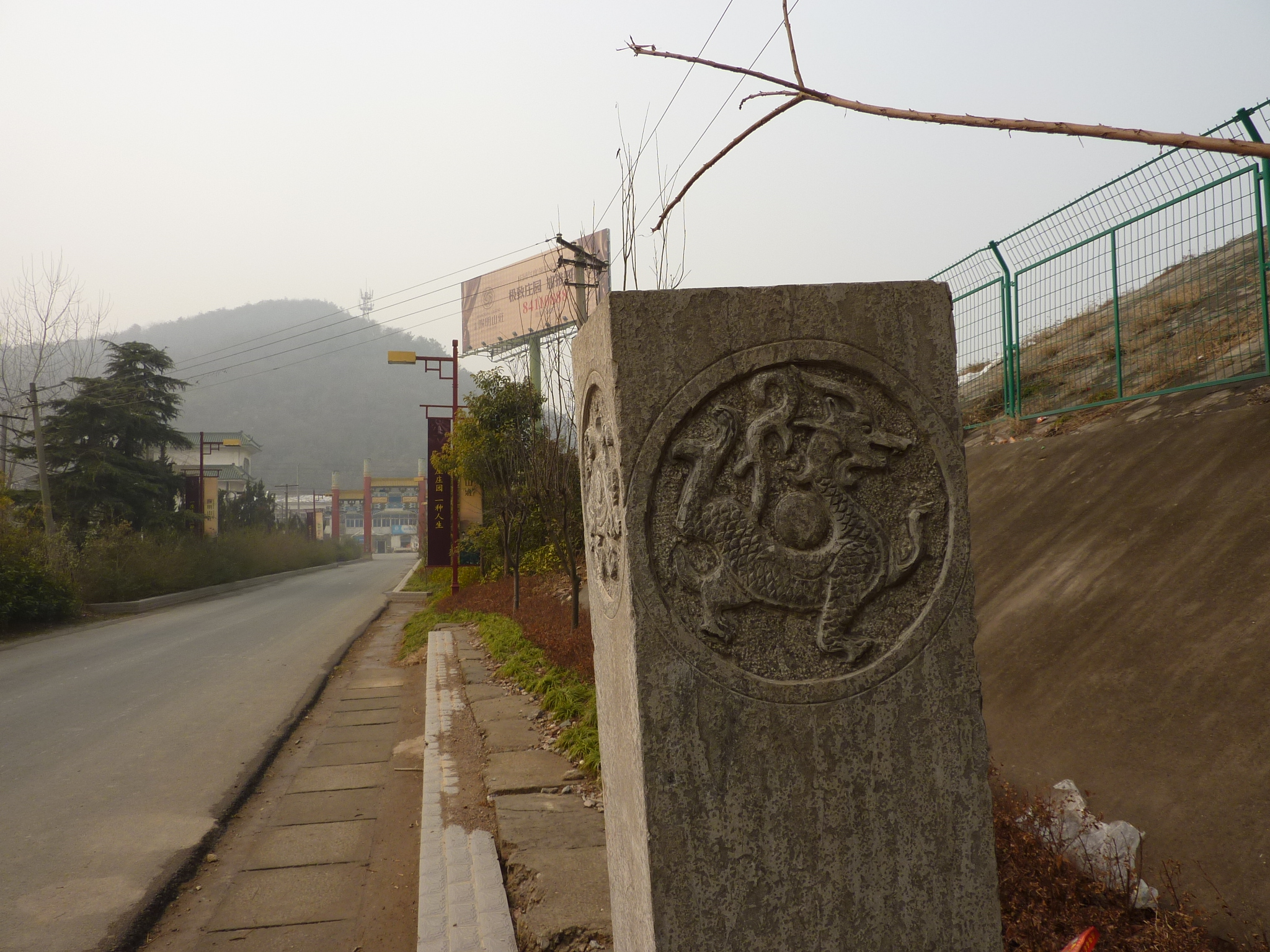
El Dragón Azul en un marcador de carretera en Yangshan Quarry

En el zh, la estrella del White Tiger se reencarna en el ficticio general Luo Cheng, que sirve al emperador Li Shimin.  La estrella del dragón azul se reencarna en el general Shan Xiongxin, que sirve a Wang Shichong. Los dos generales son hermanos jurados de Qin Shubao, Cheng Zhijie y Yuchi Gong. Tras la muerte, se dice que sus almas poseen a héroes de la dinastía Tang y Goguryeo, como Xue Rengui y Yeon Gaesomun.
El Dragón Azul aparece como Dios portal en los templos taoístas. Estaba representado en la tumba de Wang Hui (ataúd de piedra, lado este) en Xikang, en Lushan. Un calco de éste fue recogido por David Crockett Graham y se encuentra en el Field Museum of Natural History. El dragón apareció en la Bandera nacional china en 1862-1912, y en el Emblema nacional de los Doce Símbolos de 1913-1928.
El Dragón Azul también aparece como oponente en el Nintendo DS juego de lucha Animal Boxing', con el nombre de Seiryu.

## Influencia

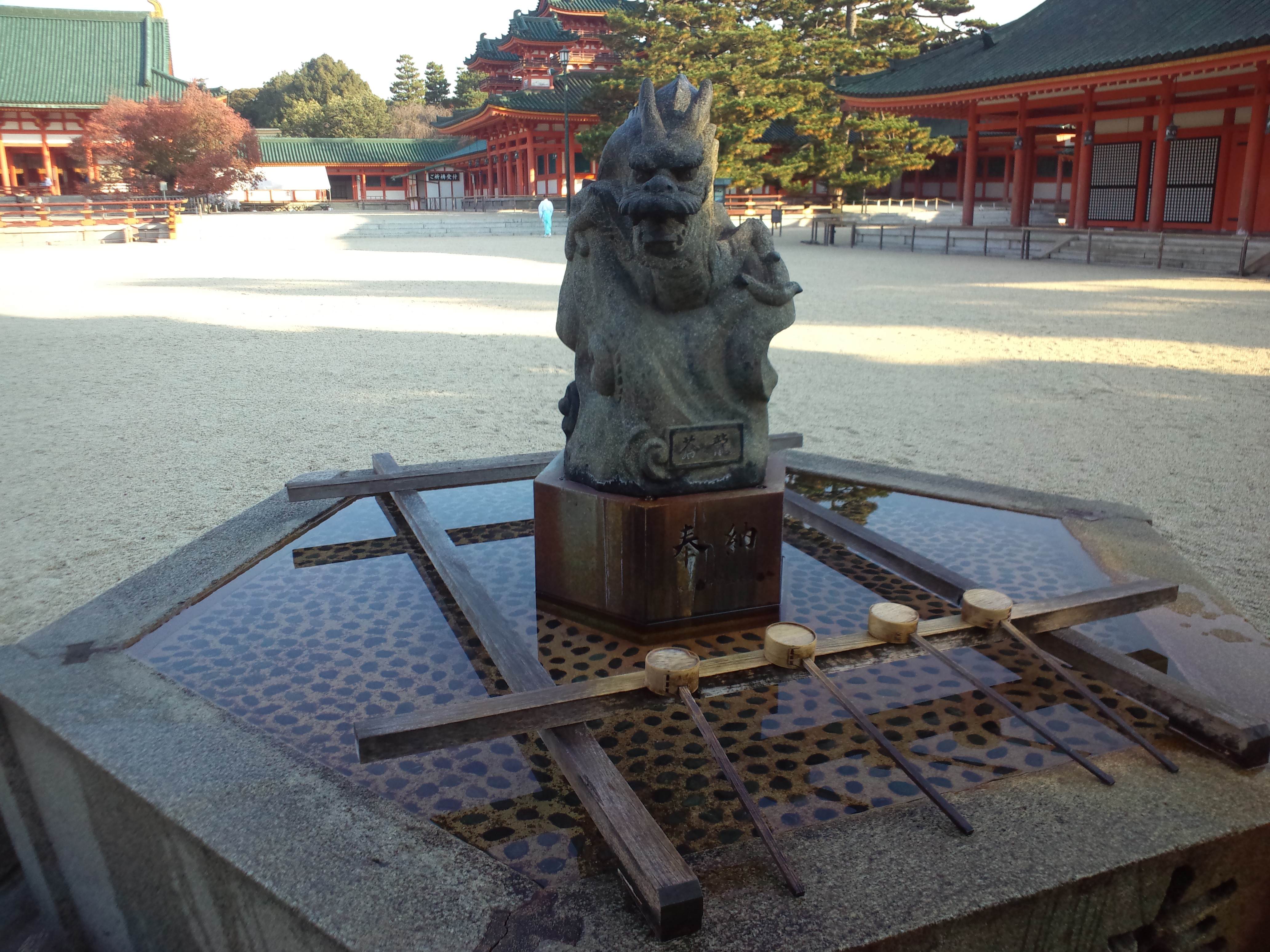
Dragón Azul presidiendo el pozo de abluciones del Shinto Santuario Heian en Japón.

### Japón
En Japón, el Dragón Azul es uno de los cuatro espíritus guardianes de las ciudades y se cree que protege la ciudad de Kioto en el este. El oeste está protegido por el White Tiger, el norte está protegido por la Tortuga Negra, el sur está protegido por el Pájaro Bermellón, y el centro está protegido por el Dragón Amarillo. En Kioto, hay templos dedicados a cada uno de estos espíritus guardianes. El Dragón Azul está representado en el Templo Kiyomizu en el este de Kioto. Antes de la entrada del templo hay una estatua del dragón, del que se dice que bebe de la cascada que hay dentro del complejo del templo por la noche. Por ello, cada año se celebra una ceremonia para venerar al dragón del este. En 1983, se encontró la Tumba de Kitora en el pueblo de Asuka. Los cuatro guardianes estaban pintados en las paredes (en las direcciones correspondientes) y un sistema de las constelaciones estaba pintado en el techo. Este es uno de los pocos registros antiguos de los cuatro guardianes.

### Corea
En Corea, los murales de las tumbas Goguryeo halladas en Uhyon-ni, en la provincia de Pyongan del Sur, muestran al Dragón Azul y a las demás criaturas mitológicas de los cuatro símbolos.

## Seiryū en otros lenguajes
- Cheong-ryong en coreano
- Thanh Long en sino-vietnamita